# ハクトウワシ
ハクトウワシ（白頭鷲、学名：Haliaeetus leucocephalus、英: Bald eagle）は、タカ目タカ科に属する大型鳥類・猛禽類の一種である。日本では特定動物に指定されており、愛玩目的の飼養は許可されない。

## 分布
北アメリカ大陸（アラスカなど）の沿岸部に広範囲に分布する。
迷鳥としてアイルランドでも発見されたことがある。
日本でも国後島、北海道で発見されている。

## 形態
全長80-110 cmで、翼を広げると2 mを上回る大型のワシである。体色は褐色だが、肩から頭にかけての部分が白くなっているのが大きな特徴となっている。幼鳥は全身が褐色の斑点で覆われ、成長と共に頭部の白さがはっきりとしてくる。

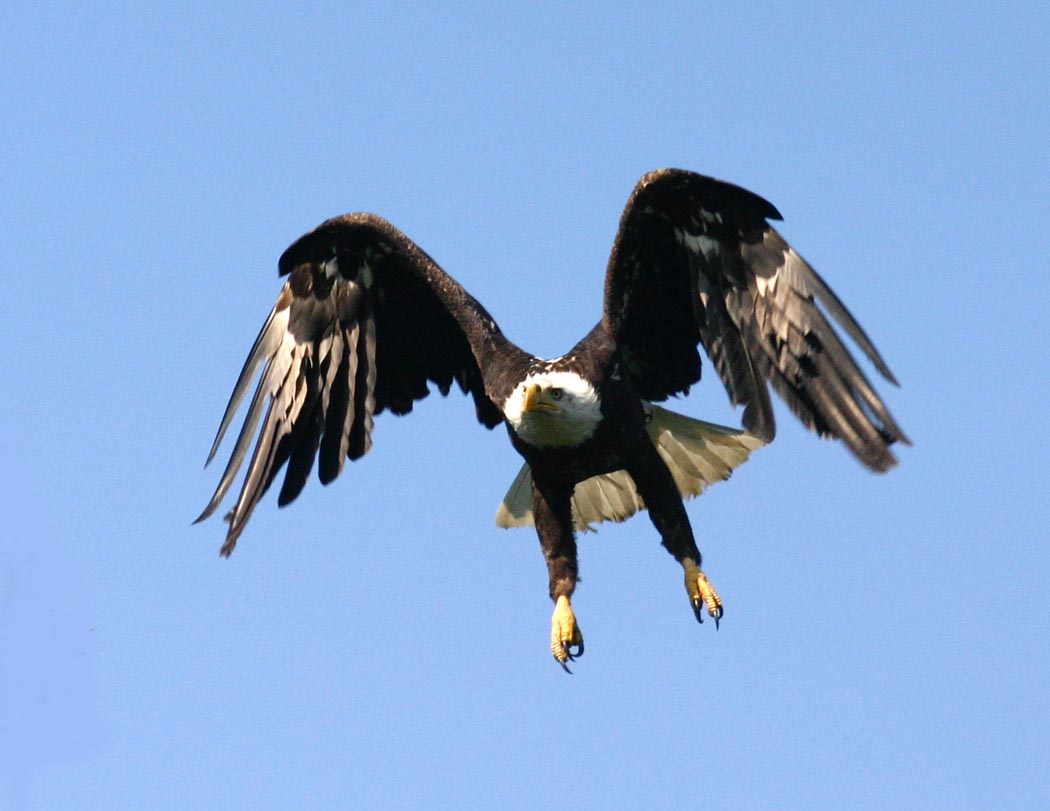
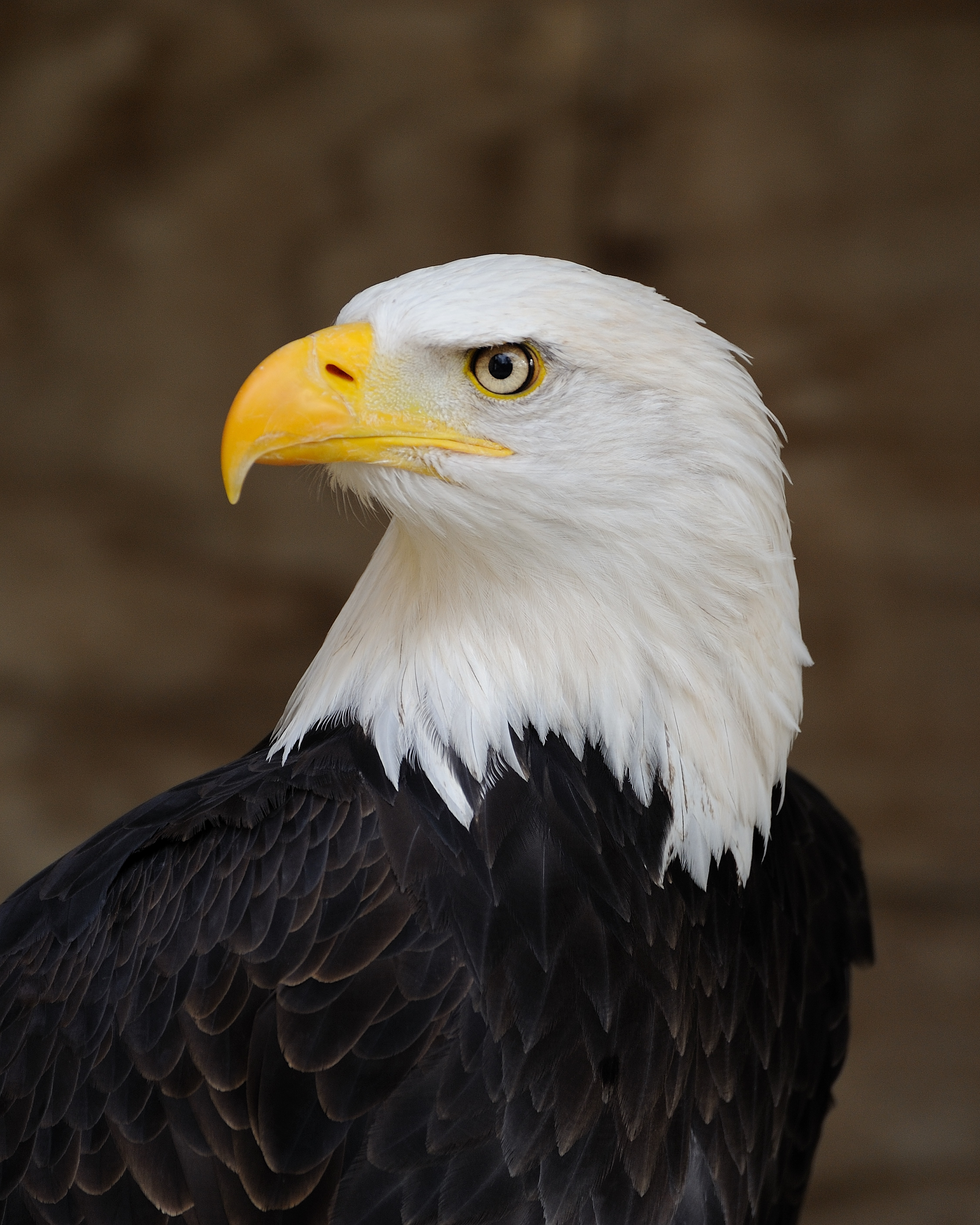
頭部
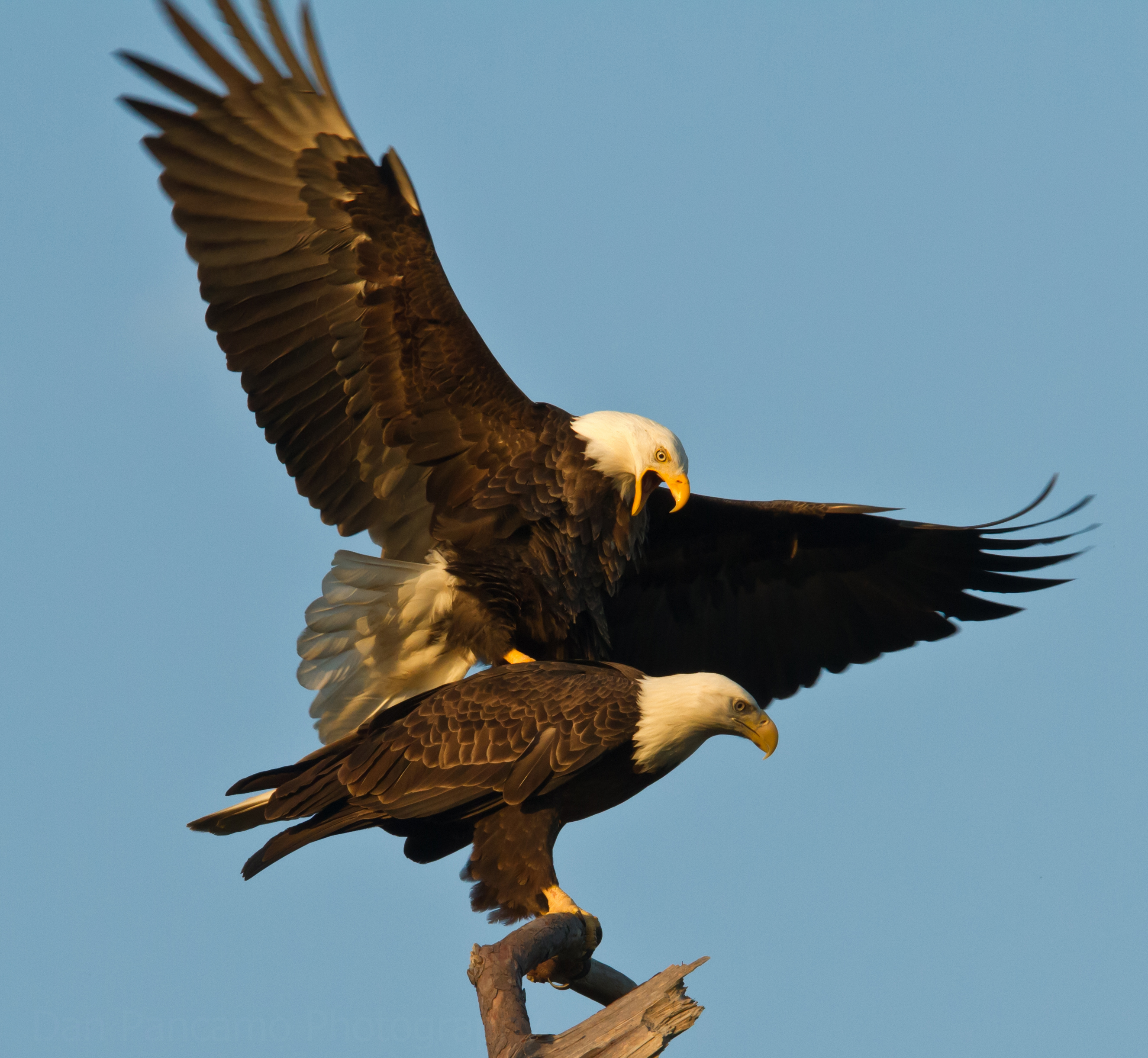
ハクトウワシの交配
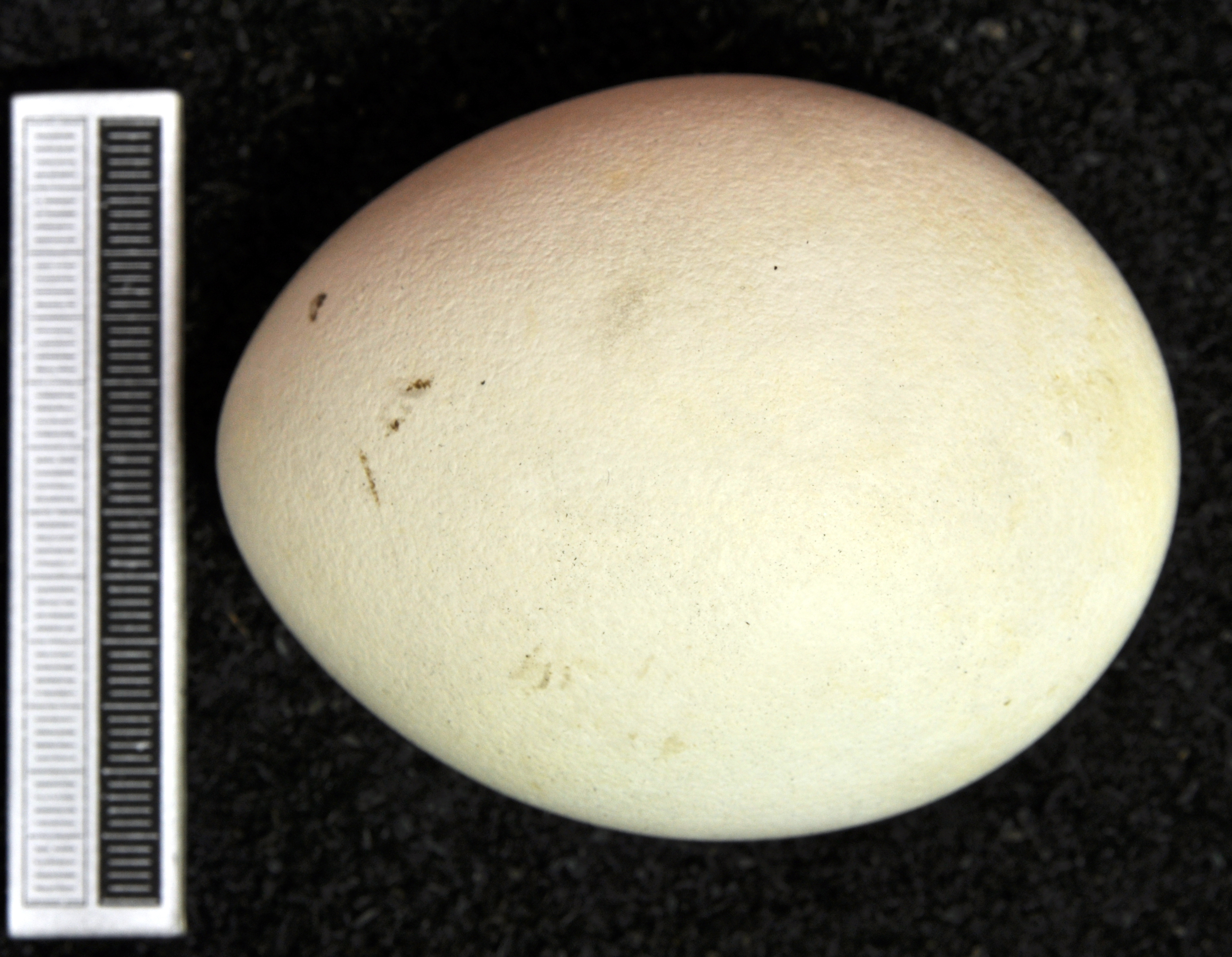
卵
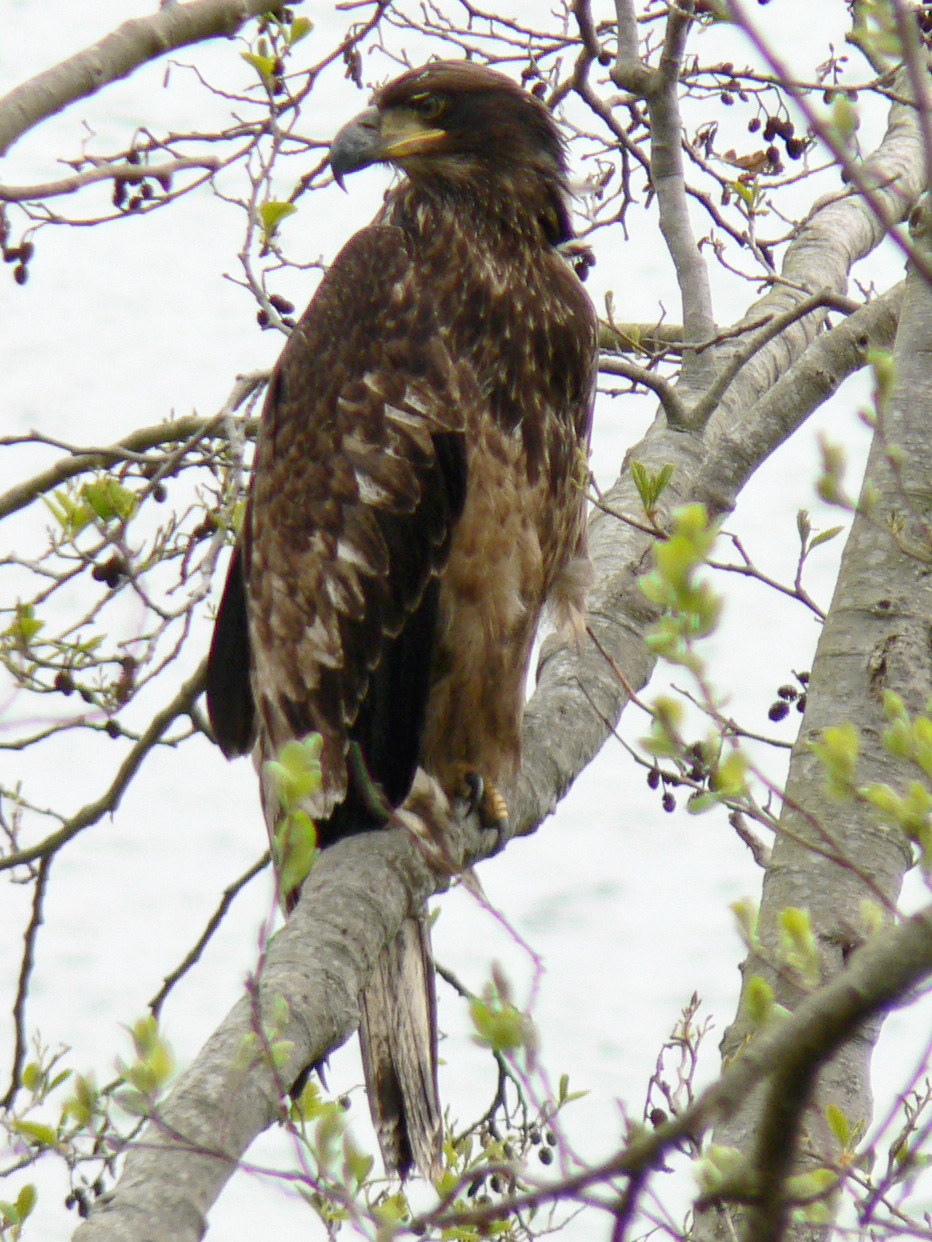
1年目

## 分類
２亜種が存在するとされている。
Haliaeetus leucocephalus leucocephalus (Linnaeus、1766) アメリカハクトウワシ
米国南部、バハ・カリフォルニア
Haliaeetus leucocephalus washingtoniensis (Audubon, 1827)　H. l. alascanusはシノニム。  アラスカハクトウワシ
米国北部、カナダ、アラスカ

## 生態
海岸や川沿い、湖沼の近辺に生息する。主に魚類を捕食するほか、水鳥や哺乳類、爬虫類、動物の死骸なども食べる。水辺近くの樹上、岸壁、地面などに鳥類の中でも最も巨大な巣を作り、一度に1～2個の卵を産む。繁殖期は南部では10-4月、北部では4-8月。

## 保護現状
IUCNレッドリストでは、軽度懸念（LOWER RISK - Least Concern）とされている。
アメリカ合衆国では、一時は乱獲、森林伐採による営巣地の減少、餌となる魚の農薬による汚染やポリ塩化ビフェニル(PCB) による汚染などによって分布域が縮小し、個体数も激減したが、継続的な保護活動により現在では個体数が順調に回復している。保護法規には、1940年のハクトウワシ保護法（現・ハクトウワシ・イヌワシ保護法）と1918年の渡り鳥保護条約法がある。合法的にワシの羽を採集するには、まず魚類野生生物局から許可を得なくてはならない。1967年に絶滅危機（Endangered）に分類された。その後、個体数の順調な回復と生息地の存続状況を受け、1994年には絶滅危惧（Threatened）に変更。そして、2007年には米国絶滅危機種リストから完全に除外された。
2005年にワシントン条約附属書Iから付属書IIに引き下げられたことを受け、日本ではアラスカハクトウワシが種の保存法の指定する国際希少野生動植物種から削除された。アメリカハクトウワシは渡り鳥条約により、現在も国際希少野生動植物種に指定されている。

## 文化

アメリカ合衆国の国章

長らく公式にはアメリカ合衆国の国鳥と指定されているわけではなかったもののそのようにみなされることがあり、アメリカ合衆国の国章に描かれていた。
2024年12月24日、バイデン大統領がハクトウワシを国鳥に指定する法案に署名し、同法が成立した。

### アメリカ・インディアン

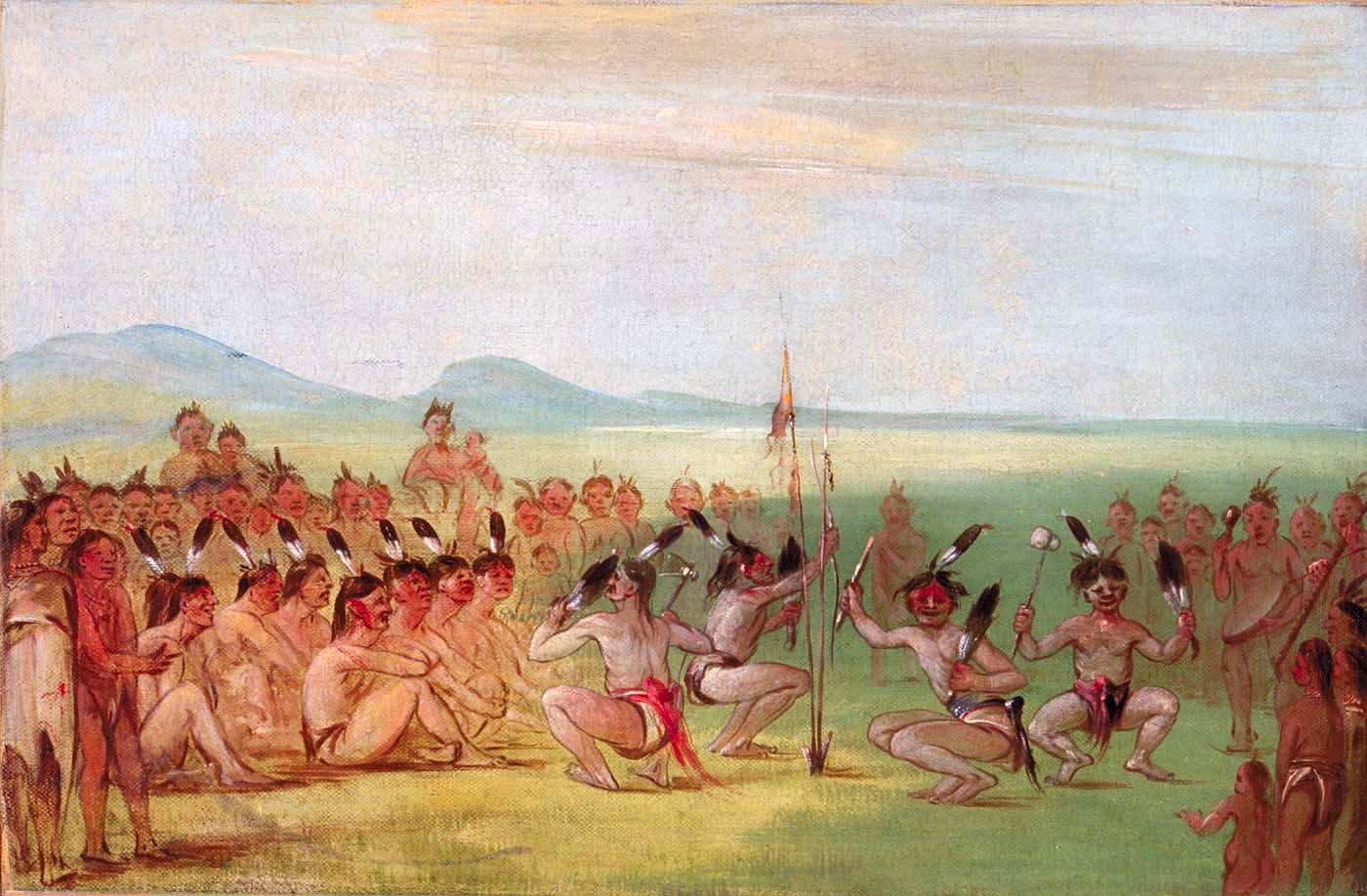
チョクトー族インディアンの「鷲の踊り」。彼らにとって鷲は伝統的な聖鳥である。（ジョージ･カトリン画、1930年代）

アメリカインディアンの多くの部族は、ハクトウワシを聖なる生き物と見なす文化を持ち、ハクトウワシやその羽を儀式や正装に用いる。インディアンによるワシの羽の利用は鷲羽法で規定されている。ワシの羽の採集許可証の申請をする者は、少なくとも祖父母の一人が純血のインディアンであることを立証しなくてはならない。
2005年3月、ワイオミング州の「ウィンドリバー・インディアン保留地」内で、北アラパホー族のウィンスロー・フライデーが、部族の伝統儀式「太陽の踊り（サンダンス）」のために、連邦の許可なくハクトウワシを殺したとして逮捕された。2009年10月5日、米国地方裁判所判事アラン・ジョンソンは、このアラパホー族男性の刑事訴追をアラパホー族の部族法廷に一任する裁定を下した。
「アメリカ連邦政府に無断でワシを殺した」としてインディアンが起訴されたワイオミング州でのこの一件は、「インディアンが宗教儀式のためにワシを殺すことに、どこまで連邦政府が関与し規定すべきものなのか」という、「インディアンの宗教の自由」という観点から大論争となっている。

### 様々なシンボルマークとして

スクリーミングイーグル

1782年にアメリカ合衆国の国章のデザインに採り入れられ、その特徴的な外見も手伝ってその存在は非常に有名である。アメリカ合衆国の国章以外にも、多くの連邦政府や法執行機関の記章に取り入れられている（大統領府から、連邦捜査局や警備会社に至るまで）。例えば、「teardrop with bald eagle」（涙滴型にハクトウワシ）、「sunray maltese with bald eagle」（陽光型マルタ十字にハクトウワシ）というデザインが定形として存在する。
1984年のロサンゼルスオリンピックのマスコットキャラクターであったイーグルサム（Eagle Sam、Sam the Olympic Eagle）や、MLB・ワシントン・ナショナルズのマスコットキャラクターのスクリーチ、およびポケモンのウォーグルのモデルとなった鳥である。また、アメリカ陸軍第101空挺師団の師団章「スクリーミングイーグル」（Screaming Eagles）は、同鳥をモデルにしている。
史上初のアメリカ人ロードレース世界選手権チャンピオン、ケニー・ロバーツ、その息子のケニー・ロバーツ・ジュニア、WGP250ccチャンピオンのジョン・コシンスキーは、ヘルメットのカラーリングにハクトウワシをあしらっている。特に、コシンスキーは星条旗を交えたデザインとしている、当時のアメリカ人バイクライダーの気概のようなものを感じさせる（オートバイレースはヨーロッパ発祥の文化であり、アメリカ人は格下扱いされている時代が長かった）。